# Oriflamme

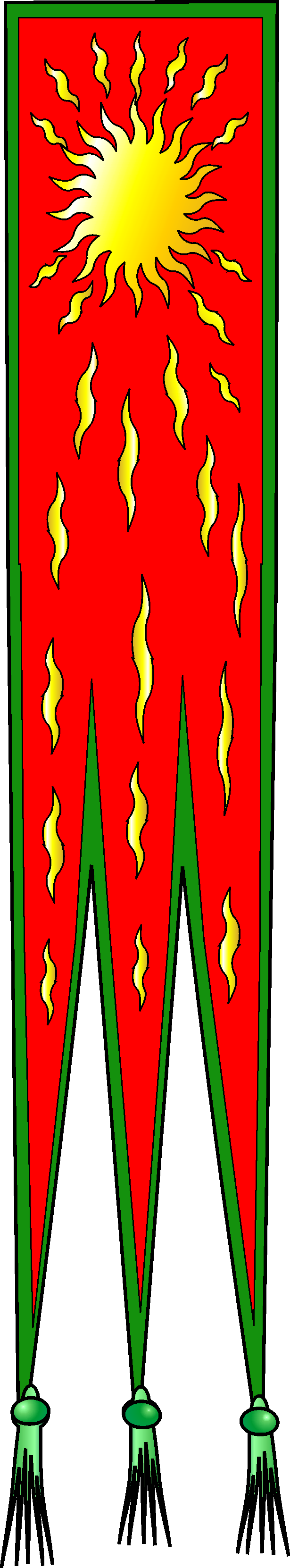

De Oriflamme (ook: auriflamme, van het Latijn aurum = goud en flamma = vlam) was een Frans hoofdvaandel (sedert 1124), meer bijzonder de heilige banier van de abdij van Saint-Denis, een klooster van de Rooms-Katholieke Kerk nabij Parijs. De banier was rood of oranje-rood en werd in veldslagen aan een lans gebonden. Oorspronkelijk een lans van verguld koper met een wimpel van vuurrode zijde die in drie punten uitliep, elk van een gouden kwast voorzien. Op het vaandel stonden gouden vlammen, waaraan de naam is ontleend.
In 1124 deden troepen van keizer Hendrik V van het Heilige Roomse Rijk een inval in Frankrijk. Daarop haalde de Franse koning Lodewijk VI de Oriflamme van het altaar van de abdij, om hem te gebruiken in de strijd tegen de keizerlijke troepen. Hij was hierbij de aanvoerder van zijn leenmannen, die normaal gesproken niet snel namens de Franse koning zouden willen strijden, maar voor de strijd tegen een 'buitenlands' leger graag een uitzondering maakten. Dit was een van de eerste momenten waarop sprake is van een Frans nationaal bewustzijn.
Later werd de Oriflamme de officiële standaard van de Franse koningen. In de Slag bij Poitiers werd de originele standaard, een gevorkte vlag die volgens een legende door Karel de Grote naar het Heilige Land zou zijn gebracht nadat een engel had voorspeld dat een ridder met een gouden lans met vlammen aan het uiteinde de Saracenen zou verslaan, door de Engelsen buitgemaakt.
De Oriflamme werd door de Franse legers ook meegedragen in gevechten waar men geen gevangenen wenste te maken en de vijand geen genade mocht verwachten, men werd koelbloedig vermoord. Dit gebeurde o.a. bij:
- Slag bij Poitiers (1356)
- Slag bij Westrozebeke (1382)[2]
- Slag bij Azincourt (1415)

## Beroemde dragers van deOriflamme
- Geoffroy de Charny stierf met de Oriflamme in de hand in de slag bij Poitiers.
- Arnoul d'Audrehem Maarschalk van Frankrijk